# Matthias Linortner
Matthias Linortner (* 31. Jänner 1997 in Gmunden) ist ein österreichischer Basketballspieler.

## Laufbahn
Linortner entstammt der Nachwuchsarbeit der Swans Gmunden. Im Spieljahr 2013/14 wurde der Flügelspieler erstmals in der Bundesliga eingesetzt. Im November 2019 zog er sich einen Kreuzbandriss zu und spielte anschließend nicht mehr für Gmunden.

### Nationalmannschaft
Mit den Auswahlmannschaften seines Heimatlandes nahm Linortner in den Altersklassen U16 und U18 an B-Europameisterschaften teil. Er wurde ebenfalls Mitglied der Nationalmannschaft im 3×3-Basketball.